# Макс Шнейдер
Макс Шнейдер (англ. Max Schneider, повне ім'я Максвелл Джордж Шнейдер, англ. Maxwell George Schneider; нар. 21 червня 1992, Нью-Йорк) — американський актор, співак, музикант, танцюрист, модель. 

## Біографія
Макс почав співати і танцювати для сім'ї та друзів вже у  трирічному віці, а свою професійну кар'єру розпочав у 13  в м'юзиклах  Бродвею. У травні 2010 року 17-річний Макс Шнейдер знявся з самою  Мадонною для міжнародної реклами бренду Dolce&Gabbana.  Того ж року став переможцем стипендіальної програми YoungArts. Відтоді Макс  знявся у двох фільмах, а також виконував ролі в різних серіалах, м'юзиклах, був учасником телепрограм. Літом 2013 року вийде його перший студійний альбом під назвою Nothing Without Love. Цього ж літа він буде гастролювати разом з Вікторією Джастіс в її турне "Here's 2 Us".

## Фільмографія
| Фільми               | Фільми                            | Фільми                 | Фільми                       |
| Рік                  | Назва                             | Роль                   | Примітки                     |
| -------------------- | --------------------------------- | ---------------------- | ---------------------------- |
| 2011                 | The Last Keepers                  | Lance                  | Пост-продакшн                |
| 2012                 | Ганчір'я                          | Чарлі Принц            | Головна роль                 |
| Серіали/Телепрограми |                                   |                        |                              |
| Рік                  | Назва                             | Роль                   | Примітки                     |
| 2009                 | Law & Order: Special Victims Unit | Justin McTeague        | «Lead» (10 сезон: 15 епізод) |
| 2010                 | One Life to Live                  | Головний танцюрист     | 2 епізоди                    |
| 2011                 | Worldwide Day of Play             |                        |                              |
| 2011                 | TeenNick HALO Awards              | В ролі самого себе     | Award show                   |
| 2012                 | How to Rock                       | Zander Robbins         | Головна роль                 |
| 2012                 | Figure It Out                     | В ролі самого себе     | Panelist (4 епізоди)         |
| 2012                 | Красуня і чудовисько              | Jake Riley (поп-зірка) | (сезон 1: епізод 8)          |
| 2013                 | "Untitled Rand Ravich"            | Ian                    |                              |

## Дискографія
- Nothing Without Love (2013)